# Kreisamt Eisenberg
Das Amt Eisenberg, ab dem 18. Jahrhundert als Kreisamt Eisenberg bezeichnet, war eine territoriale Verwaltungseinheit der Ernestinischen Herzogtümer. Es gehörte von 1485 bis 1547 den Ernestinern, danach bis 1554 kurzzeitig den Albertinern und anschließend wieder den Ernestinern. Von 1572 bis 1603 gehörte es zum Herzogtum Sachsen-Weimar, ab 1603 zum Herzogtum Sachsen-Altenburg, ab 1672 zum Herzogtum Sachsen-Gotha-Altenburg, von 1680 bis 1707 zum Herzogtum Sachsen-Eisenberg, danach wieder zu Sachsen-Gotha-Altenburg. 1826 kam der Nordteil zum Herzogtum Sachsen-Meiningen (Exklave Camburg), der Südteil bestand als Kreisamt Eisenberg im Herzogtum Sachsen-Altenburg fort.
Bis zur Verwaltungs- und Gebietsreform des Herzogtums Sachsen-Altenburg im Jahr 1854 und der damit verbundenen Auflösung bildete das Amt den räumlichen Bezugspunkt für die Einforderung landesherrlicher Abgaben und Frondienste, für Polizei, Rechtsprechung und Heeresfolge.

## Geographische Lage
Das Gebiet des Kreisamts Eisenberg befand sich im Bereich der Saale-Elster-Sandsteinplatte zwischen der Saale im Westen und der Weißen Elster im Osten. Beide Flüsse wurden jedoch nicht vom Amtsgebiet berührt. Durch das Kreisamt verliefen die Flüsse Wethau, Gleise und Rauda. Das Kreisamt Eisenberg wurde bis 1815 durch die zum Kurfürstentum Sachsen bzw. Königreich Sachsen gehörigen Ämter Tautenburg und Weißenfels in zwei Teile getrennt. Nach 1815 gehörte das Amt Tautenburg mit dem Amt Bürgel zum Großherzogtum Sachsen-Weimar-Eisenach und das aufgelöste Amt Weißenfels zu Preußen (Landkreis Weißenfels, Provinz Sachsen). Landschaften im Amt war im kleineren Nordteil die Molauer Platte. Der größere Südteil des Amts grenzte im Westen an den Tautenburger Wald. Im Gebiet lagen die Landschaften Abtei im Westen und das Thüringer Holzland im Süden.
Durch das Amtsgebiet verläuft heute die Grenze zwischen dem Freistaat Thüringen und dem Land Sachsen-Anhalt. Während der größere Südteil bis auf vier Orte (zum Landkreis Greiz) zum thüringischen Saale-Holzland-Kreis gehört, liegen die Orte des kleineren Nordteils im sachsen-anhaltischen Burgenlandkreis. Nur zwei Orte des Nordteils liegen heute im thüringischen Saale-Holzland-Kreis.

## Angrenzende Verwaltungseinheiten
Situation bis zum Wiener Kongress 1815
Folgende Ämter grenzten bis 1815 an den Nordteil des Kreisamts Eisenberg:
- Norden und Nordosten: Teile der Ämter Naumburg, Tautenburg, Pforta und Freyburg (Kurfürstentum Sachsen, ab 1806 Königreich Sachsen)
- Osten und Südosten: Amt Weißenfels (Kurfürstentum Sachsen, ab 1806 Königreich Sachsen)
- Süden: Amt Tautenburg (Kurfürstentum Sachsen, ab 1806 Königreich Sachsen)
- Westen: Amt Camburg (1572 zum Herzogtum Sachsen-Weimar, 1603 zum Herzogtum Sachsen-Altenburg, 1672–1680 und ab 1707 zum Herzogtum Sachsen-Gotha-Altenburg, 1680–1707 zum Herzogtum Sachsen-Eisenberg)

Folgende Ämter grenzten bis 1815 an den Südteil des Kreisamts Eisenberg:
- Norden: Amt Weißenfels (Kurfürstentum Sachsen, ab 1806 Königreich Sachsen)
- Osten: Amt Zeitz (Kurfürstentum Sachsen, ab 1806 Königreich Sachsen)
- Südosten: Herrschaft Gera (Fürstentum Reuß-Gera)
- Süden: Amt Roda (1572 zum Herzogtum Sachsen-Weimar, 1603 zum Herzogtum Sachsen-Altenburg, 1672–1680 und ab 1707 zum Herzogtum Sachsen-Gotha-Altenburg, 1680–1707 zum Herzogtum Sachsen-Eisenberg)
- Südosten: Teil des Amts Leuchtenburg-Orlamünde (1572 zum Herzogtum Sachsen-Weimar, 1603 zum Herzogtum Sachsen-Altenburg, 1672 zum Herzogtum Sachsen-Gotha-Altenburg)
- Westen: Amt Bürgel (1572 zum Herzogtum Sachsen-Weimar, 1672 zum Herzogtum Sachsen-Jena, 1690 zu Sachsen-Weimar, ab 1741 zum Herzogtum Sachsen-Weimar-Eisenach)
- Nordwesten: Amt Tautenburg (Kurfürstentum Sachsen, ab 1806 Königreich Sachsen)

Situation nach dem Wiener Kongress 1815
Nach dem Wiener Kongress 1815 bis zur Angliederung an das Amt Camburg 1826 grenzte der Nordteil des Kreisamts Eisenberg an folgende Verwaltungseinheiten:
- Norden: Landkreis Naumburg  (Königreich Preußen, Provinz Sachsen)
- Osten und Südosten: Landkreis Weißenfels (Königreich Preußen, Provinz Sachsen)
- Süden: Amt Bürgel mit Tautenburg (Großherzogtum Sachsen-Weimar-Eisenach)
- Westen: Amt Camburg (Herzogtum Sachsen-Gotha-Altenburg, 1826 Herzogtum Sachsen-Meiningen)

Nach dem Wiener Kongress 1815 grenzte der Südteil des Kreisamts Eisenberg an folgende Verwaltungseinheiten:
- Norden: Landkreis Weißenfels (Königreich Preußen, Provinz Sachsen)
- Nordosten: Landkreis Zeitz (Königreich Preußen, Provinz Sachsen)
- Osten: Herrschaft Gera (Fürstentum Reuß-Gera, ab 1848 Fürstentum Reuß jüngerer Linie)
- Süden: Amt Roda (Herzogtum Sachsen-Gotha-Altenburg, 1826 zum Herzogtum Sachsen-Altenburg)
- Südosten: Teil des Kreisamts Kahla (Herzogtum Sachsen-Gotha-Altenburg, 1826 zum Herzogtum Sachsen-Altenburg)
- Westen: Amt Bürgel mit Tautenburg (Großherzogtum Sachsen-Weimar-Eisenach)

## Geschichte

### Geschichte bis Mitte des 16. Jahrhunderts
Die Anfänge des Amtes Eisenberg reichen bis ins Spätmittelalter. Der Bezirk des Amts gehörte zum Osterland, welches seit 1171 im Besitz der Wettiner war. Im Auftrag der wettinischen Markgrafen von Meißen entstand im 12. Jahrhundert die Burg Eisenberg an einem strategisch wichtigen Punkt damaliger Handelsstraßen. Eisenberg war bereits 1171 mit einer Mauer befestigt und erhielt 1274 das Stadtrecht. Ab dem 13. Jahrhundert sind landgräfliche Ministeriale nachgewiesen. Acht Dörfer in der Landschaft Abtei gehörten im Mittelalter ursprünglich zum Lehensbezirk der Abtei Bürgel. Klosterlausnitz und Kraftsdorf gehörten ursprünglich dem Kloster Lausnitz. Im Jahr 1352 übertrug der Landgraf von Thüringen und Markgraf von Meißen, Friedrich III., dem Kloster Pforta die Blutgerichtsbarkeit sowie die Gerichte über Hals und Hand über die beiden nördlichen Amtsorte Flemmingen und Altenburg. Dies führte zu einer immer größeren Abhängigkeit der beiden Dörfer von der Zisterzienserabtei Pforta. 
Bei der Leipziger Teilung 1485 fiel das Amt Eisenberg an die Ernestiner. 1524 wurde die Reformation eingeführt. Nach der Wittenberger Kapitulation 1547 kam das Amt Eisenberg vorübergehend zu den Albertinern, wurde aber durch den Naumburger Vertrag 1554/57 wieder den Ernestinern übergeben. Dabei wurden jedoch die beiden nördlichen Amtsorte Flemmingen und Altenburg (Almrich), welche nach der Auflösung des Klosters Pforta seit 1543 unter der Gerichtsbarkeit des albertinischen Amts Pforta standen, vom Kreisamt Eisenberg getrennt und der hoheitlichen Verwaltung des kursächsischen Amts Freyburg unterstellt, von dem sie jedoch territorial getrennt lagen.

### Mitte des 16. Jahrhunderts bis 1826

Sachsen-Eisenberg (um 1680)

Bei der Erfurter Teilung des ernestinischen Herzogtums Sachsen im Jahr 1572 kam das Amt Eisenberg an das Herzogtum Sachsen-Weimar. Herzog Johann von Sachsen-Weimar unterstelle die in seinem Besitz stehenden Ämter Altenburg, Eisenberg und Ronneburg im Jahr 1591 dem Hofmarschall und Amtshauptmann Carl von Friesen, der sie bis zu seinem Tod im Jahr 1599 verwaltete. Bei der Teilung des Herzogtums Sachsen-Weimar wurde das Amt Eisenberg im Jahr 1603 dem neu gegründeten Herzogtum Sachsen-Altenburg zugeordnet. Nachdem die ältere Linie Sachsen-Altenburg im Jahr 1672 ausstarb, wurde das Amt Eisenberg bei der nun erfolgten Landesteilung dem Herzogtum Sachsen-Gotha zugeteilt, welches sich seitdem Sachsen-Gotha-Altenburg nannte.
Bereits 1680 wurde das Gebiet des Herzogtums Sachsen-Gotha-Altenburg im Gothaer Hauptrezess auf sieben Herzogtümer aufgeteilt, wodurch das Amt Eisenberg seitdem zum Herzogtum Sachsen-Eisenberg gehörte. In der Residenzstadt Eisenberg ließ Herzog Christian von Sachsen-Eisenberg in seiner Regierungszeit die Burg Eisenberg zum Schloss Christiansburg ausbauen. Da die herzogliche Linie Sachsen-Eisenberg bereits 1707 wieder ausstarb, fiel sein Territorium an Sachsen-Gotha-Altenburg zurück. Das Amt Eisenberg führte ab dem 18. Jahrhundert die Bezeichnung „Kreisamt Eisenberg“. Es gehörte zum „Eisenbergischen Kreis“ des Herzogtums.

### Das Kreisamt Eisenberg ab 1826

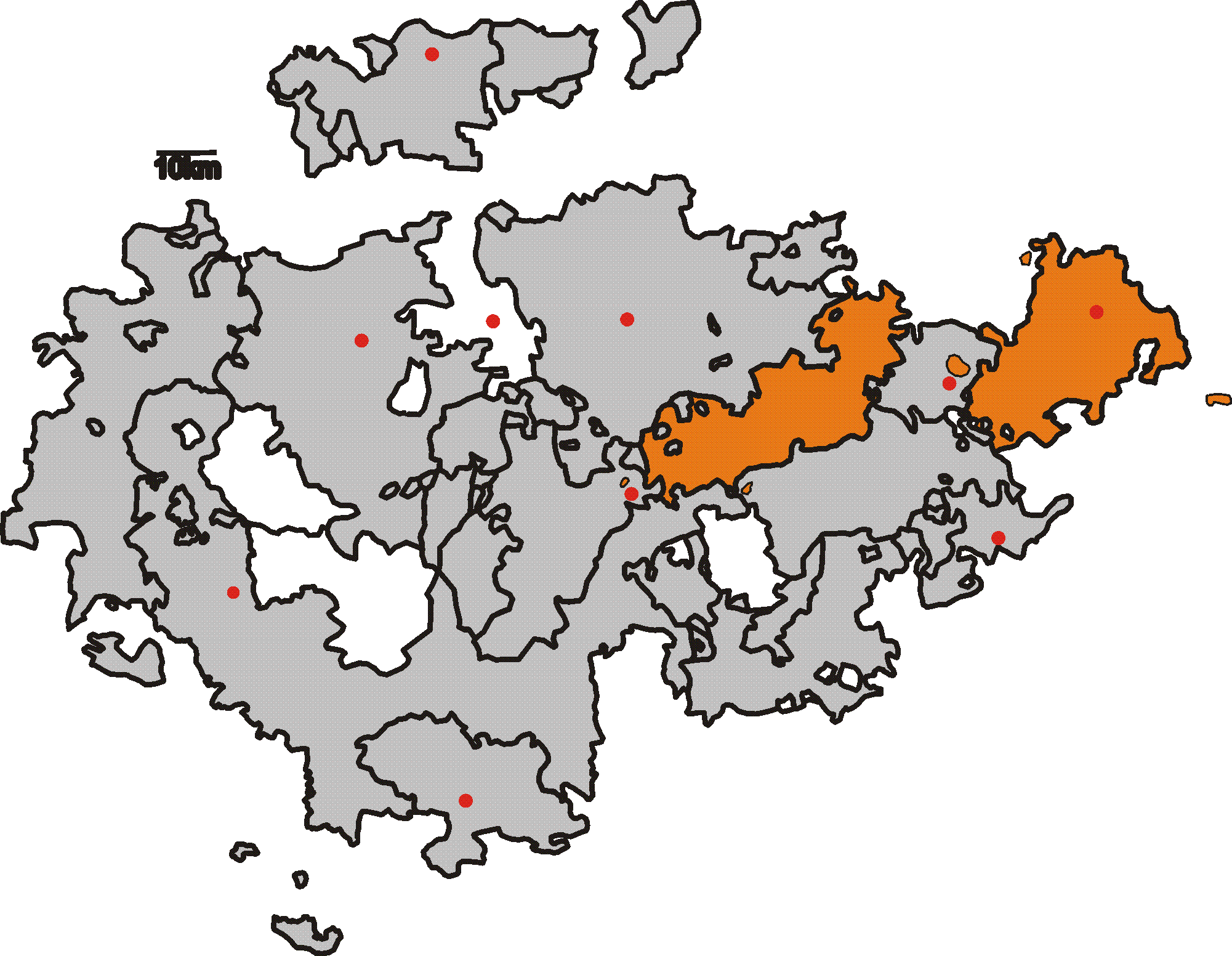
Herzogtum Sachsen-Altenburg ab 1826

1825/26 kam es nach dem Aussterben der Linie Sachsen-Gotha-Altenburg zu einer Neuordnung der Ernestinischen Herzogtümer. Dabei wurde das Kreisamt Eisenberg durch den Teilungsvertrag zu Hildburghausen geteilt. Die 15 Orte des nördlichen Kreisamts Eisenberg, welche durch das zu Sachsen-Weimar-Eisenach gehörige Amt Bürgel mit Tautenburg von Südteil des Kreisamts Eisenberg getrennt lagen, kamen mit dem Amt Camburg als Exklave zum Herzogtum Sachsen-Meiningen.
Der Südteil des Kreisamts Eisenberg mit der Stadt Eisenberg wurde dem Herzogtum Sachsen-Altenburg zugeordnet. 1832 wurde die „Kreishauptmannschaft Westkreis“, auch „Saal-Eisenbergischer Kreis“ genannt, als übergeordnete Verwaltungsbehörde für die im Westteil des Herzogtums liegenden Ämter Eisenberg, Roda und Kahla (Leuchtenburg-Orlamünde) geschaffen.
Das verkleinerte Kreisamt Eisenberg bestand als untere Verwaltungs- und Justizbehörde im Westkreis des Herzogtums Sachsen-Altenburg bis zur Verwaltungsreform im Jahre 1854, bei der es als „Gerichtsamt Eisenberg“ fortgeführt wurde. 1876 wurden die Verwaltungsbefugnisse an den Verwaltungsbezirk Roda abgegeben. Die juristischen Aufgaben des Gerichtsamts Eisenberg gingen 1879 an das Amtsgericht Eisenberg.

## Zugehörige Orte

### Orte des südlichen Kreisamts Eisenberg, die 1826 zu Sachsen-Altenburg kamen
Städte
- Eisenberg

Amtsdörfer
| - Ahlendorf - Aubitz - Buchheim - Döllschütz - Droschka | - Etzdorf - Friedrichstanneck (bis 1731: Tanneck) - Göritzberg - Gösen - Hainchen | - Hainspitz - Hartmannsdorf - Hermsdorf - Hohendorf - Karsdorfberg | - Klengel - Klosterlausnitz - Kursdorf - Nischwitz - Petersberg | - Pretschwitz - Rauda - Rauschwitz - Reichardtsdorf - Reichenbach | - Saasa - Schmörschwitz - Seifartsdorf - Serba - Tautenhain | - Thiemendorf - Törpla - Tünschütz - Walpernhain - Weißenborn |

Amtsdörfer (anteilig)
- Graitschen (bei Bürgel) (Altenburg. Anteil)
- Hetzdorf (Altenburg. Anteil)
- Königshofen (Altenburg. Anteil)
- Kraftsdorf (Altenburg. Anteil)
- Rüdersdorf (Altenburg. Anteil)
- St. Gangloff (Eisenberg. Anteil)
- Willschütz (Altenburg. Anteil)

Burgen und Schlösser
- Schloss Christiansburg (in Eisenberg)
- Schloss Friedrichstanneck
- Jagdschloss Klosterlausnitz

Wüstungen
- Glashütte (bei Weißenborn)
- Gumprechtsdorf (bei Klosterlausnitz)
- Wilkensdorf (bei Rauschwitz)

### Orte des nördlichen Kreisamts Eisenberg, die 1826 mit dem Amt Camburg zu Sachsen-Meiningen kamen
| - Aue - Boblas - Casekirchen - Cauerwitz - Graitschen (bei Camburg) | - Heiligenkreuz - Janisroda - Köckenitzsch - Molau - Neidschütz | - Prießnitz - Seidewitz - Seiselitz - Thierschneck - Utenbach |